# Halové mistrovství Evropy v atletice 2019
35. halové mistrovství Evropy v atletice se konalo v glasgowské Emirates Arena mezi 1. až 3. březnem 2019. Pořadatelské město bylo vybráno v dubnu 2016, závodníci startovali v 26 disciplínách. Šlo se o druhý evropský atletický halový šampionát v Glasgow, předcházející se zde konal v roce 1990. Přihlášeno bylo celkem 637 sportovců ze 49 států Evropy.

## Česká účast
Českou republiku na šampionátu reprezentovalo 21 atletů (12 mužů a 9 žen). Kvůli viróze mezi nimi nebyl obhájce titulu v běhu na 400 metrů Pavel Maslák. Jedinou medaili - bronzovou - vybojoval koulař Tomáš Staněk.

## Medailisté

### Muži
| Soutěž            | Zlato                                                           | Stříbro                                                      | Bronz                                                                  |
| ----------------- | --------------------------------------------------------------- | ------------------------------------------------------------ | ---------------------------------------------------------------------- |
| 60 m              | Ján Volko 6,60                                                  | Emre Zafer Barnes 6,61                                       | Joris van Gool 6,62                                                    |
| 400 m             | Karsten Warholm 45,05                                           | Óscar Husillos 45,66                                         | Tony van Diepe 46,13                                                   |
| 800 m             | Álvaro de Arriba 1:46,83                                        | Jamie Webb 1:47,13                                           | Mark English 1:47,39                                                   |
| 1500 m            | Marcin Lewandowski 3:42,85                                      | Jakob Ingebrigtsen 3:43,23                                   | Jesús Gómez 3:44,39                                                    |
| 3000 m            | Jakob Ingebrigtsen 7:56.15                                      | Chris O’Hare 7:57.19                                         | Henrik Ingebrigtsen 7:57.19                                            |
| 60 m př.          | Milan Trajković 7,60                                            | Pascal Martinot-Lagarde 7,61                                 | Aurel Manga 7,63                                                       |
| Štafeta 4 × 400 m | Julien Watrin Dylan Borlée Jonathan Borlée Kévin Borlée 3:06,27 | Óscar Husillos Manuel Guijarro Lucas Búa Bernat Erta 3:06,32 | Mame-Ibra Anne Thomas Jordier Nicolas Courbiere Fabrisio Saidy 3:07,71 |
| Skok do výšky     | Gianmarco Tamberi 2,32 m                                        | Konstadinos Baniotis 2,26 m Andrij Procenko 2,26 m           | nikdo                                                                  |
| Skok o tyči       | Paweł Wojciechowski 5,90 m                                      | Piotr Lisek 5,85 m                                           | Melker Svärd Jacobsson 5,75 m                                          |
| Skok daleký       | Miltiadis Tentoglou 8,38 m                                      | Thobias Nilsson Montler 8,17 m                               | Strahinja Jovančević 8,03 m                                            |
| Trojskok          | Nazim Babayev 17.29 m                                           | Nelson Évora 17.11 m                                         | Max Hess 17.10 m                                                       |
| Vrh koulí         | Michał Haratyk 21,65 m                                          | David Storl 21,54 m                                          | Tomáš Staněk 21,25 m                                                   |
| Sedmiboj          | Jorge Ureña 6218 bodů                                           | Tim Duckworth 6156 bodů                                      | Ilja Škurenjov 6145 bodů                                               |

### Ženy
| Soutěž            | Zlato                                                                                              | Stříbro                                                        | Bronz                                                                 |
| ----------------- | -------------------------------------------------------------------------------------------------- | -------------------------------------------------------------- | --------------------------------------------------------------------- |
| 60 m              | Ewa Swobodová 7,09                                                                                 | Dafne Schippersová 7,14                                        | Asha Philipová 7.15                                                   |
| 400 m             | Léa Sprungerová 51,61                                                                              | Cynthia Bolingo Mbongo 51,62                                   | Lisanne de Witte 52,34                                                |
| 800 m             | Shelayna Oskan-Clarke 2:02,58                                                                      | Rénelle Lamote 2:03,00                                         | Olha Lachova 2:03,24                                                  |
| 1500 m            | Laura Muirová 4:05,92                                                                              | Sofia Ennaoui 4:09,30                                          | Ciara Mageeanová 4:09,43                                              |
| 3000 m            | Laura Muirová 8:30.61                                                                              | Konstanze Klosterhalfenová 8:34.06                             | Melissa Courtneyová 8:38.22                                           |
| 60 m př.          | Nadine Visserová 7,87                                                                              | Cindy Rolederová 7,97                                          | Elvira Hermanová 8,00                                                 |
| Štafeta 4 × 400 m | Anna Kiełbasińska Iga Baumgart-Witan Małgorzata Hołub-Kowalik Justyna Świętyová-Erseticová 3:28,77 | Laviai Nielsen Zoey Clark Amber Anning Eilidh Doyleová 3:29,55 | Raphaela Lukudo Ayomide Folorunso Chiara Bazzoni Marta Milani 3:31,90 |
| Skok do výšky     | Marija Lasickeneová 2,01                                                                           | Julija Levčenková 1,99                                         | Airinė Palšytė 1,97                                                   |
| Skok o tyči       | Anželika Sidorovová 4,85                                                                           | Holly Bradshawová 4,75                                         | Nikoleta Kiriakopulu 4,65                                             |
| Skok daleký       | Ivana Španovićová 6,99                                                                             | Nastassia Mironczyk-Ivanova 6,93                               | Maryna Romančuková 6,84                                               |
| Trojskok          | Ana Peleteirová 14,73 m                                                                            | Paraskevi Papachristouová 14,50 m                              | Olga Saladuchová 14,47 m                                              |
| Vrh koulí         | Radoslava Mavrodieva 19,12 m                                                                       | Christina Schwanitzová 19,11 m                                 | Anita Mártonová 19,00 m                                               |
| Pětiboj           | Katarina Johnsonová-Thompsonová 4983 bodů                                                          | Niamh Emersonová 4731 bodů                                     | Solène Ndama 4723 bodů                                                |